# Joaquim Teles (Quiné)
Joaquim Manuel Ferreira Teles, também conhecido como Quiné, (Ílhavo, 17 de Dezembro de 1963) é um baterista e percussionista português.
Fez parte da Brigada Victor Jara e de numerosos outros projectos musicais nas áreas da música popular portuguesa e do jazz, com os quais participou em digressões pela Europa, América do Norte, Brasil, Canadá e Macau.
Compôs e colaborou em músicas para diversos filmes, séries e peças de teatro.
Participa regularmente em trabalhos discográficos de diversos músicos e intérpretes portugueses, e toca ou tocou com vários nomes de referência da música portuguesa e internacional, como António Pinho Vargas, João Paulo Esteves da Silva, Fausto Bordalo Dias, Mário Laginha, Maria João, Pedro Abrunhosa, Filipa Pais, Sérgio Godinho, Uxía, Vitorino ou Janita Salomé.
Dirige o projecto electroacústico Da Côr da Madeira.
Com participações em mais de uma centena de outros discos, foi arranjador e produtor dos CDs Essências Acores, de Helena Oliveira, Tardio, de Ricardo Fino, ou Eu de Ela Vaz, entre outros. 